# Tào Khải
Tào Khải (chữ Hán: 曹楷,?—?), có bản dịch là Tào Giai là hoàng thân nhà Tào Ngụy thời Tam Quốc trong lịch sử Trung Quốc. Ông là con trai của Nhậm Thành vương Tào Chương, và được cho là cha của Tào Phương, vị Hoàng đế thứ 3 của Tào Ngụy.

## Cuộc Đời
Năm Hoàng Sơ thứ 4 (223), Tào Chương chết ở phủ, Tào Khải kế vị, được chuyển tước phong thành Trung Mâu vương. Một năm sau, năm Hoàng Sơ thứ 5 (224), đất phong của ông đổi thành Nhậm Thành huyện. Đến năm Thái Hòa thứ 6 (232), lại đổi thành Nhậm Thành quốc, thực ấp có 2.500 hộ ở 5 huyện.
Theo sách Ngụy thị Xuân thu (魏氏春秋) ghi chép lại, hai con trai của Tào Khải là Tào Phương và Tào Tuân, được Ngụy Minh đế Tào Duệ đưa vào cung nuôi dưỡng. Tào Phương về sau được lập làm Thái tử. Mặc dù thực tế là cha ruột của Trữ quân, nhưng Tào Khải không được ưu đãi gì, đã vậy, năm Thanh Long thứ 3 (235), triều đình xét tội chế tạo vật cấm, tước phong của Tào Khải 2.000 bộ. Chính vì điều này, Lư Bật trong Tam quốc chí tập giải (三国志集解) có nêu ra nghi ngờ là Tào Phương và Tào Tuân không phải là con ruột của Tào Khải.
Về sau, khi Tào Phương nối ngôi Ngụy đế, năm Chính Thủy thứ 7 (246), Tào Khải được chuyển phong tước Tế Nam vương, ấp phong 3.000 hộ. Những năm sau đó, ấp phong của ông cũng được tăng lên, đến 4.400 hộ.
Khi Tư Mã Viêm soán Ngụy, Tào Khải vẫn được giữ làm Tông chính. Tư Mã Viêm phong mẹ là Vương Nguyên Cơ làm Hoàng thái hậu, sống ở Sùng Hóa cung. Những năm đầu Thái Thủy, Tào Khải được chuyển chức làm Thiếu phủ Sùng Hóa cung.